# Benito de Milán
Benito de Milán (Milán, s. VII - Milán, 725), conocido también como Benito Crispo, fue un arzobispo de Milán desde 681 hasta 725. Fue arzobispo de Milán durante más de cuarenta años. Fue, además, quien escribió el epitafio del príncipe Caedwalla de Wessex. Fue el autor de los Commentarium medicínale, uno de los primeros textos medievales que habla sobre el tratamiento de enfermedades mediante el uso de hierbas medicinales. Su festividad se celebra el 11 de marzo

## Hagiografía
Benito nació en Milán, en el siglo VII. También se le llama Benito Crispo, porque un diácono milanés llamado Crispo, que escribió algunos textos sobre medicina, fue erróneamente asociado con Benito. Existen fuentes que lo describen como un hombre piadoso, y de renombre. También está considerado como uno de los grandes obispos santos de Milán. En todo caso, se sabe muy poco sobre su vida.

### Carrera eclesiástica
Fue elegido el 43° arzobispo de Milán, en el año 681, y las fuentes afirman que pudo haber durado 45 años, siendo un episcopado en extremo largo, incluso para la época. Otras fuentes lo datan en 44 y otras incluso en 47 años.
Fue el encargado de escribir el epitafio del príncipe sajón Caedwalla de Wessex, que fue enterrado en la basílica de San Pedro en Roma. Este príncipe fue bautizado por el Papa Sergio, en el 687.
Ante el Papa, Benito reivindicó su derecho a posesionar al obispo de Pavía, pues ostentaba el cargo de jefe en la Arquidiócesis. Sin embargo el Papa se opuso y lo nombró él mismo, dándole a Pavía autonomía sobre Milán.
Benito falleció en el 725, de causas naturales.

## Onomástico y Culto público
Benito es conmemorado como santo por la Iglesia Católica, pero su fiesta litúrgica ha sufrido algunas modificaciones. Las fuentes lo fechan el 11 de marzo, fecha establecida por el martirologio romano y que se mantiene hasta hoy, pero en épocas más recientes se le ha mudado al 10 y 9 de marzo, respectivamente.
En 1623, el cardenal Borromeo, trasladó su celebración al 6 de septiembre, previendo que no coincidiera con la Pascua.
Sus restos reposan en la Catedral de San Ambrosio, en Milán, según lo afirma la fuente anónima autora del Versus de Mediolano civitate.